# Kukessaare oja
Kukessaare oja är ett vattendrag i Estland. Det är 13 km långt och ett västligt högerbiflöde till Avijõgi.